# Sorbus latissima
Sorbus latissima är en rosväxtart som beskrevs av Karpati. Sorbus latissima ingår i släktet oxlar, och familjen rosväxter. Inga underarter finns listade i Catalogue of Life.